# Mercedes F1 W03
F1 W03 é o modelo da Mercedes GP da temporada de 2012 da F1. Condutores: Michael Schumacher e Nico Rosberg.
O modelo foi apresentado oficialmente no dia 21 de fevereiro, em Barcelona, durante os treinos da pré-temporada. Antes mesmo de seu lançamento, no entanto, o W03 já havia ido para as pistas em duas oportunidades para a realização de testes privados, em Silverston e em Barcelona.
O modelo apresentou uma nova versão do duto em F, que passa a funcionar quando o Sistema de Redução de Arrasto é ativado, ajudando a aumentar ainda mais a velocidade final do carro. O sistema chegou a ser questionado por outras equipes, porém, a FIA reiterou a validade conforme o regulamento.

## Resultados[5]
(legenda) (em negrito indica pole position e itálico volta mais rápida)
| Ano  | Chassi | Motor               | Pneus | N° | Pilotos            | 1   | 2   | 3   | 4   | 5   | 6   | 7   | 8   | 9   | 10  | 11  | 12  | 13  | 14  | 15  | 16  | 17  | 18  | 19  | 20  | Pontos | Posição |  |
| ---- | ------ | ------------------- | ----- | -- | ------------------ | --- | --- | --- | --- | --- | --- | --- | --- | --- | --- | --- | --- | --- | --- | --- | --- | --- | --- | --- | --- | ------ | ------- |  |
|      |        |                     |       |    |                    |     |     |     |     |     |     |     |     |     |     |     |     |     |     |     |     |     |     |     |     |        |         |  |
|      |        |                     |       |    |                    | AUS | MAL | CHN | BHR | ESP | MON | CAN | EUR | GBR | GER | HUN | BEL | ITA | SIN | JPN | KOR | IND | ABD | USA | BRA |        |         |  |
| 2012 | F! W03 | Mercedes FO 108Z V8 | P     | 7  | Michael Schumacher | Ret | 10  | Ret | 10  | Ret | Ret | Ret | 3   | 7   | 7   | Ret | 7   | 6   | Ret | 11  | 13  | 22† | 11  | 16  | 7   | 142    | 5º      |  |
| 2012 | F! W03 | Mercedes FO 108Z V8 | P     | 8  | Nico Rosberg       | 12  | 13  | 1   | 5   | 7   | 2   | 6   | 6   | 15  | 10  | 10  | 11  | 7   | 5   | Ret | Ret | 11  | Ret | 13  | 15  | 142    | 5º      |  |

† Completou mais de 90% da distância da corrida.